# Оленівка (Берестинський район)
Оле́нівка —  село в Україні, у Красноградському районі Харківської області. Населення становить 80 осіб.

## Географія
Село Оленівка знаходиться за 4 км від річки Комишуваха, примикає до села Українка. По селу протікає пересихаючий струмок з загатами. На відстані 1 км проходять автомобільні дороги М18  і Р51.

## Історія
- 1849 - дата заснування.

Колишній орган місцевого самоврядування — Хрестищенська сільська рада.

## Населення
Згідно з переписом УРСР 1989 року чисельність наявного населення села становила 88 осіб, з яких 32 чоловіки та 56 жінок.
За переписом населення України 2001 року в селі мешкало 80 осіб.

### Мова
Розподіл населення за рідною мовою за даними перепису 2001 року:
| Мова       | Відсоток |
| ---------- | -------- |
| українська | 97,50 %  |
| російська  | 2,50 %   |

## Економіка
- Птахо-товарна ферма.